# 73465 Buonanno
73465 Buonanno este un asteroid din centura principală de asteroizi.

## Descriere
73465 Buonanno este un asteroid din centura principală de asteroizi. A fost descoperit pe 10 iulie 2002 la Campo Imperatore în cadrul programului Campo Imperatore Near-Earth Objects Survey. Asteroidul prezintă o orbită caracterizată de o semiaxă mare de 2,75 ua, o excentricitate de 0,13 și o înclinație de 13,6° în raport cu ecliptica.